# フィレンツェ・トラム
フィレンツェ・トラム（イタリア語: Rete tranviaria di Firenze）は、イタリアの都市・フィレンツェの路面電車（ライトレール）。2010年に最初の路線が開通して以降順次路線網を拡大しており、2025年現在はRATPデヴの子会社である路面電車システム管理・運営会社、通称「GEST」（Gestione ed Esercizio del Sistema Tranviario、GEST S.p.A.）によって運営されている。

## 歴史
かつて、フィレンツェ市内には1879年に馬車鉄道として開通し、1898年に電化が実施された路面電車網（フィレンツェ市電）が存在した。しかし、モータリーゼーションの進展により路面電車は路線バスやトロリーバスへ置き換えられていき、1958年1月20日までに全線が廃止された。

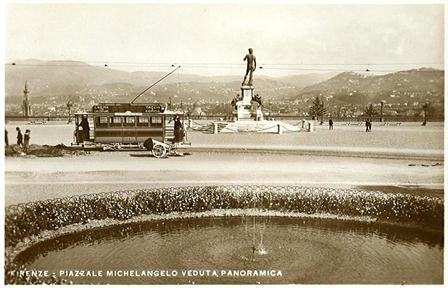
かつて存在したフィレンツェ市内の路面電車

その後、フィレンツェにおける交通機関の見直しが1970年代に入ると行われるようになり、経済面や技術面など様々な観点から各種交通機関の比較や評価が行われた。その結果、快適性や安全面、そして性能面で高い基準を備えた新たな路面電車（ライトレール）を導入する事が決定し、1984年に本格的な導入プロジェクトが始動した。そして1996年にフィレンツェとスカンディッチを結ぶT1号線の建設が承認され、続いて2000年にはフィレンツェ＝ペレトラ空港へ接続するT2号線やスカンディッチからの延伸区間である3.1号線（現：T1号線）の承認が実施された。
最初の路線となった1号線（→T1号線）の建設は2004年の橋梁敷設から始まり、2007年からは線路の敷設が、2008年からは最初の路面電車車両の試験が開始された。そして2010年2月14日、最初の区間が営業運転を開始した。その後、2018年7月16日にはスカンディッチからカレッジ（Careggi）方面への延伸が実施され、「レオナルド線（Leonardo）」という愛称も付けられている。T2号線「ヴェスプッチ線（Vesupucci）」についても2019年2月11日から運行を開始しており、以降も下記のように複数の区間の建設や計画が進行している。

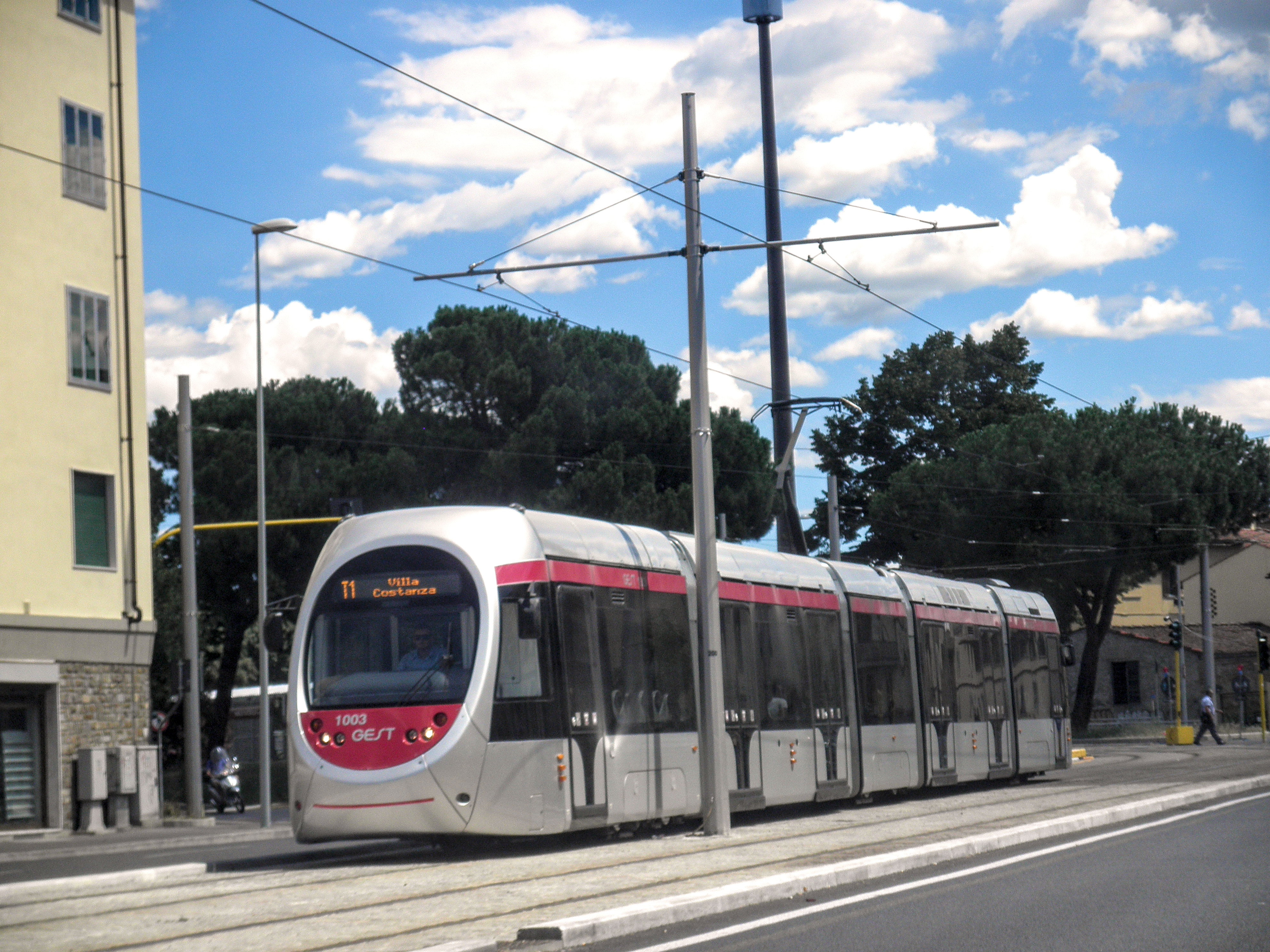
開通初年のT1号線（2010年撮影）
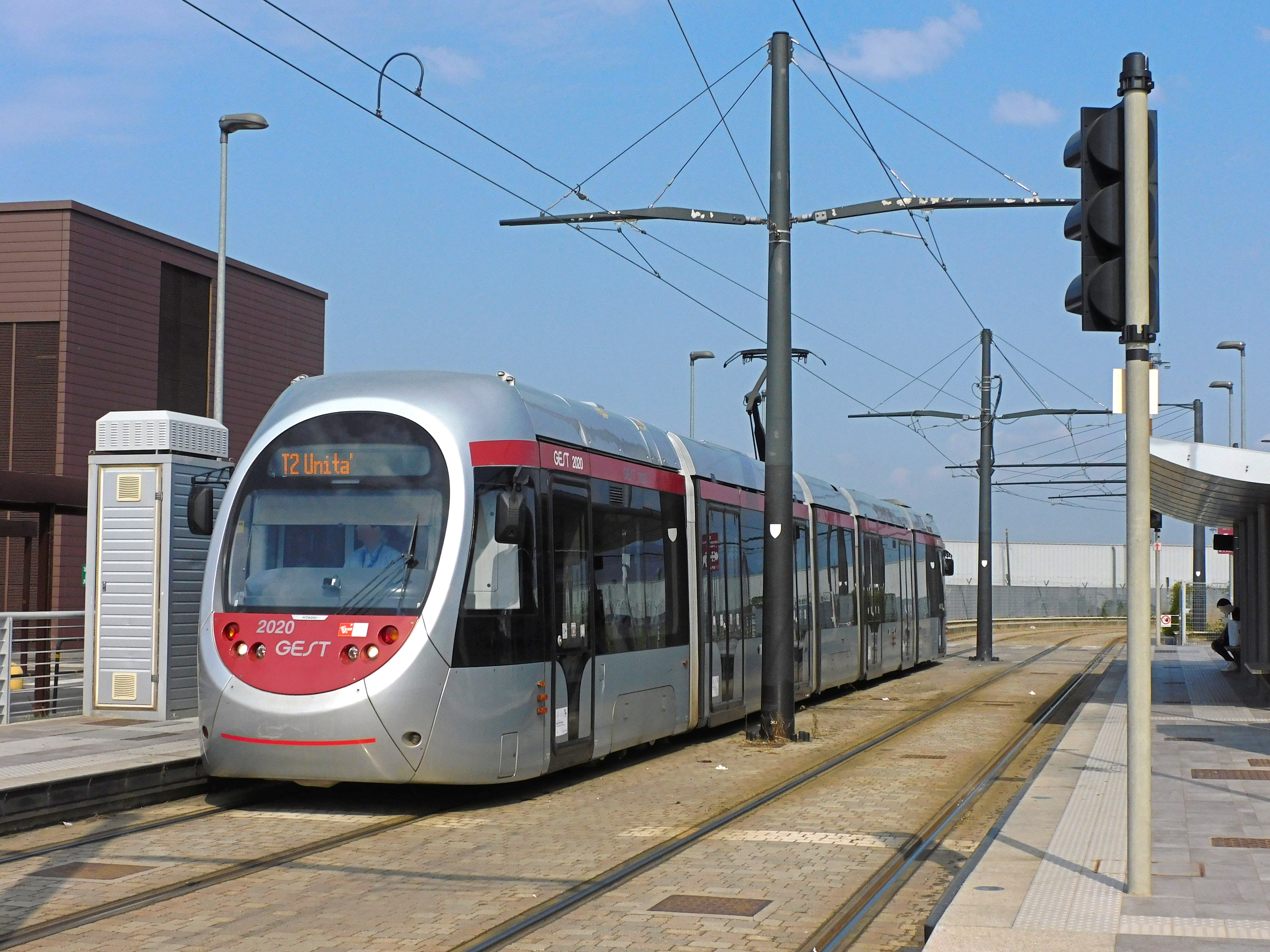
T2号線は2019年に開通した（2019年撮影）
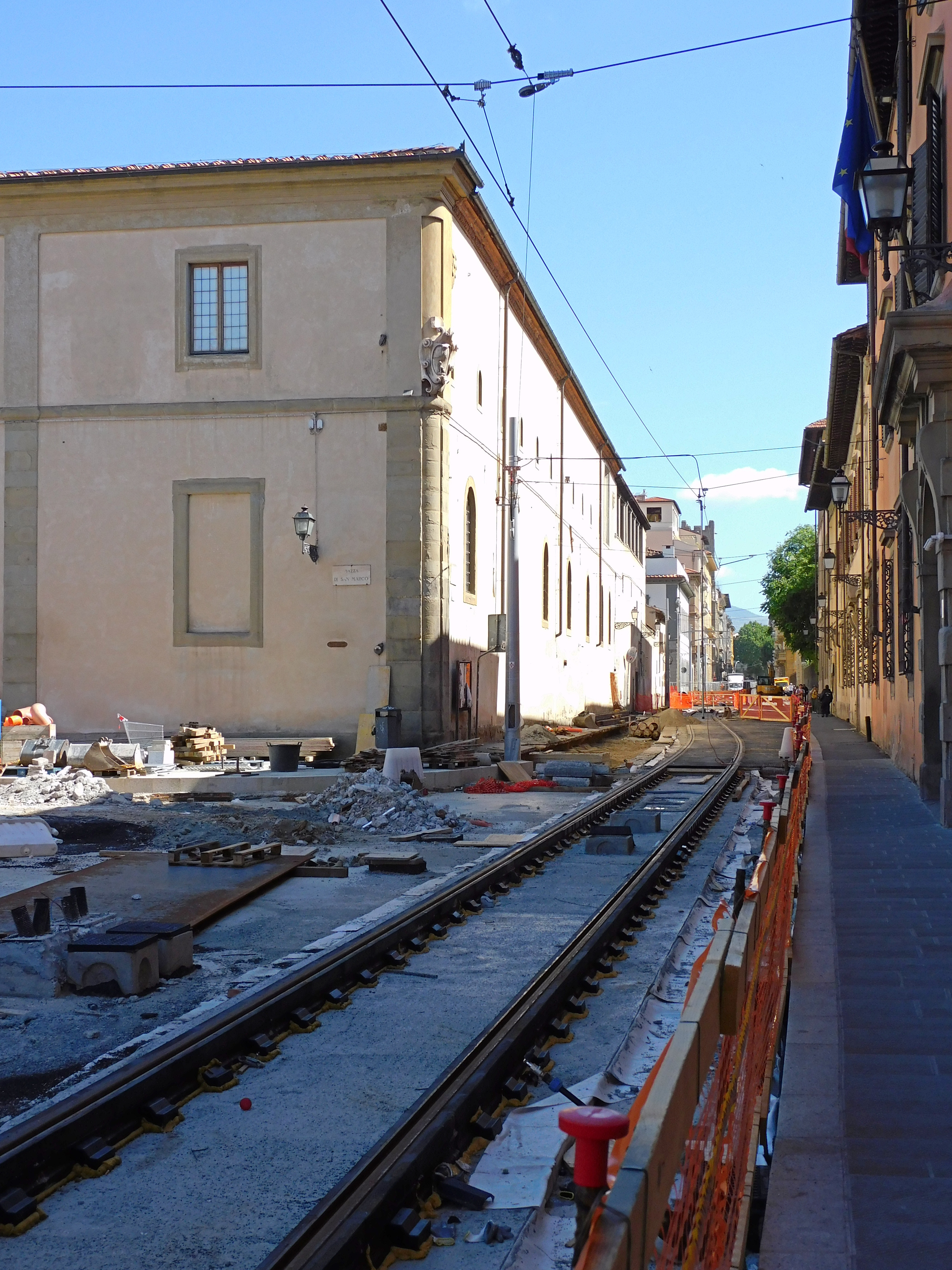
建設中のT2号線の延伸区間（2024年撮影）

## 路線

### 現有路線

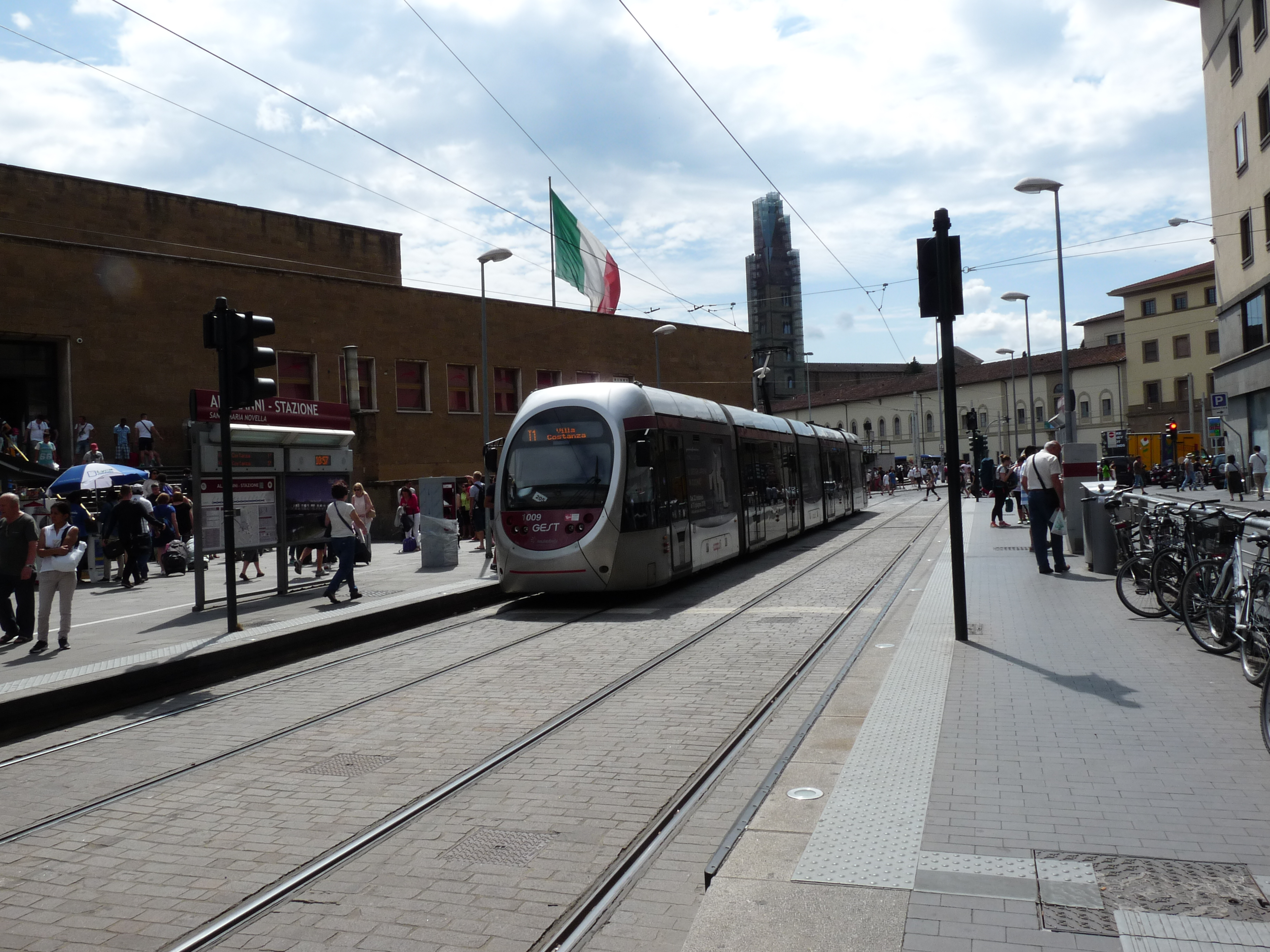
T1号線・T2号線が接続するAlamanni Stazione電停（2018年撮影）

2025年現在、フィレンツェ市内には以下の2系統の路面電車が存在する。両系統は途中のフィレンツェ・サンタ・マリア・ノヴェッラ駅電停（Alamanni Stazione）とフォルテッツェ電停（Fortezza）の間で線路を共有している。また、車両基地はT1号線が経由するスカンディッチに存在する。
| 系統名                            | 起点                 | 終点               | 電停数 | 総延長 | 開通初年 | 参考・備考                       |
| --------------------------------- | -------------------- | ------------------ | ------ | ------ | -------- | -------------------------------- |
| T1号線(レオナルド線) (Leonardo)   | Villa Costanza       | Careggi Ospedale   | 26箇所 | 11.5km | 2010年   | [ 10 ]                           |
| T2号線(ヴェスプッチ線) (Vespucci) | San Marco Università | Peretola Aeroporto | 21箇所 | 7.8km  | 2019年   | [ 11 ] [ 4 ] [ 5 ] [ 15 ] [ 16 ] |

### 計画路線

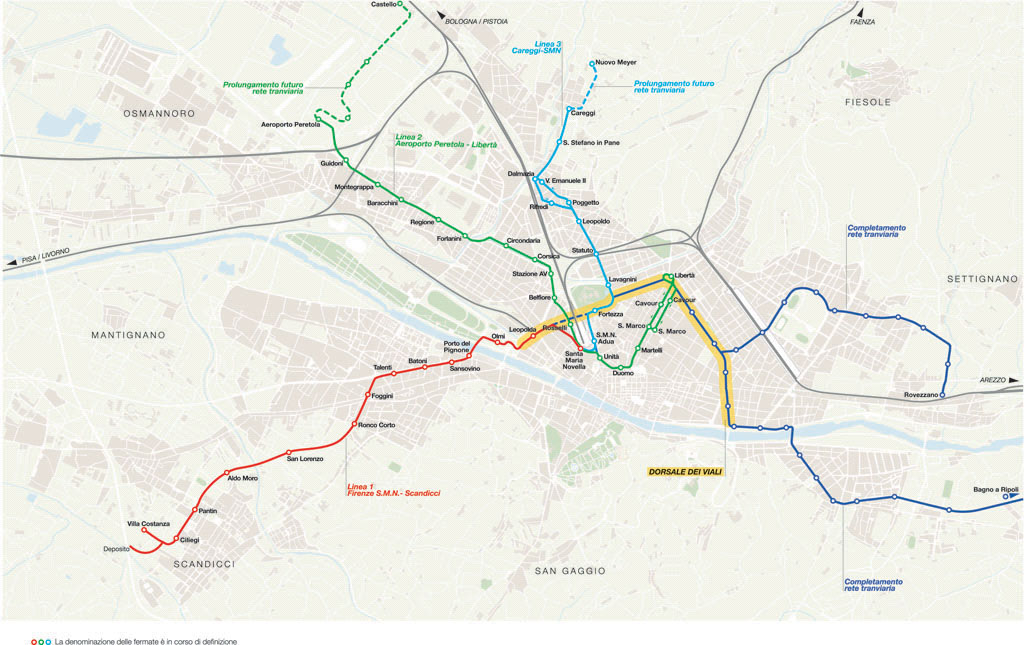
計画路線図

2025年時点で、フィレンツェ・トラムには2号線の延伸を含めた以下の路線が計画されている。
| 系統名           | 起点               | 終点             | 参考・備考                      |
| ---------------- | ------------------ | ---------------- | ------------------------------- |
| T2号線(延伸区間) | Peretola Aeroporto | Sesto Fiorentino | 計画中                          |
| T3号線           | Libertà            | Bagno a Ripoli   | 建設中 途中に車両基地を建設予定 |
| T3号線           | Libertà            | Rovezzano        | 計画中                          |
| T4号線           | Leopolda           | Le Piagge        | 計画中                          |
| T4号線           | Le Piagge          | Campi Bisenzio   | 計画中                          |

## 車両

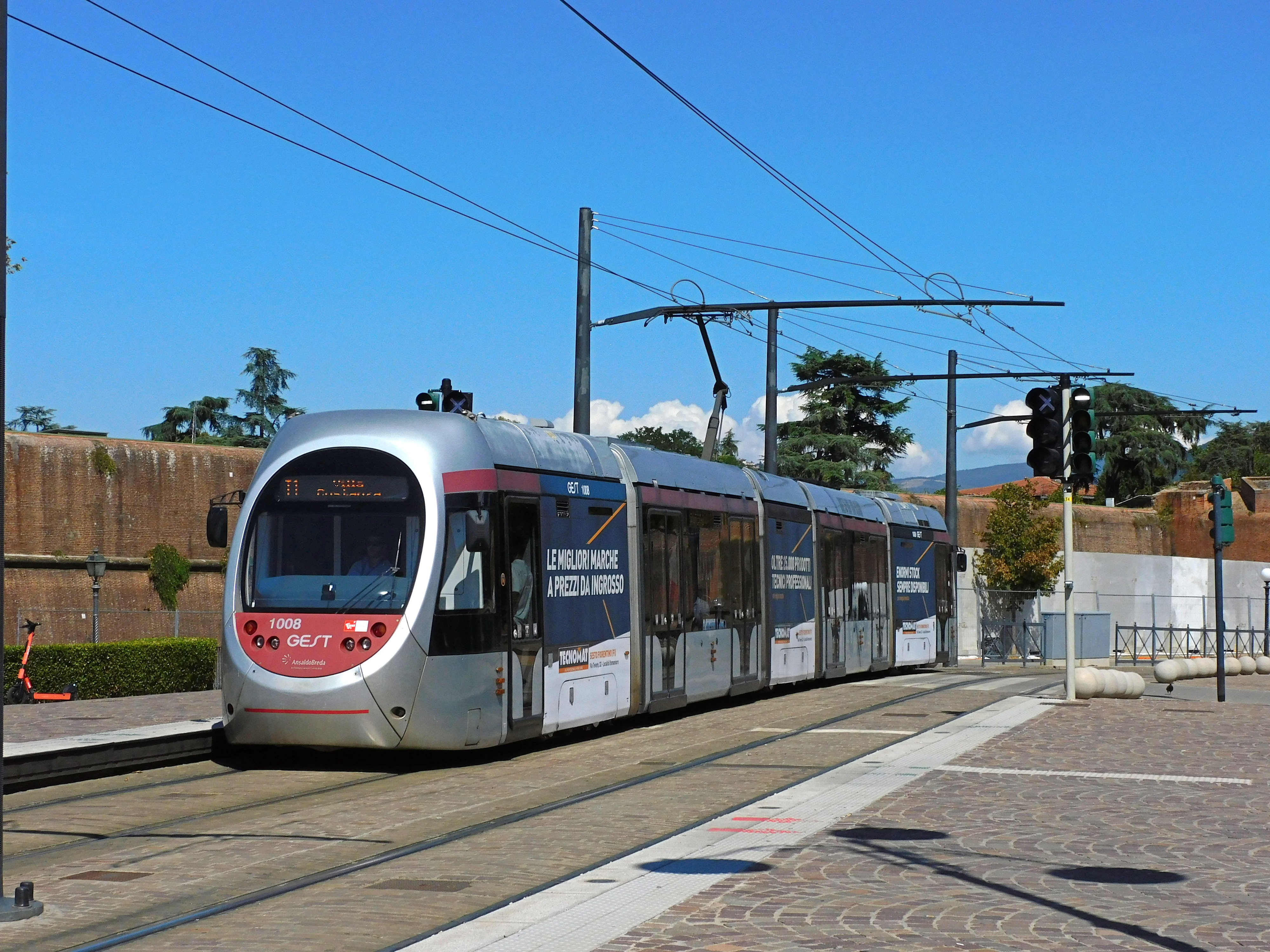
シリオ（1008）（2023年撮影）

フィレンツェ・トラムで使用されているのは、アンサルドブレーダ（現：日立レール）が開発した路面電車車両のシリオである。全長32 m、両運転台式の5車体連接車で、車内全体の床上高さを350 mmに抑えた超低床電車となっている。
2010年の開業に合わせて17両（1001 - 1017）が導入された他、2015年以降床材や空調装置、台車に改良を加えた29両（2018 - 2046）の増備車が納入されている。また、2021年には日立製作所によって1両が充電池を搭載する改造を受け、一部区間を充電池を用いて走行する実験に成功している。

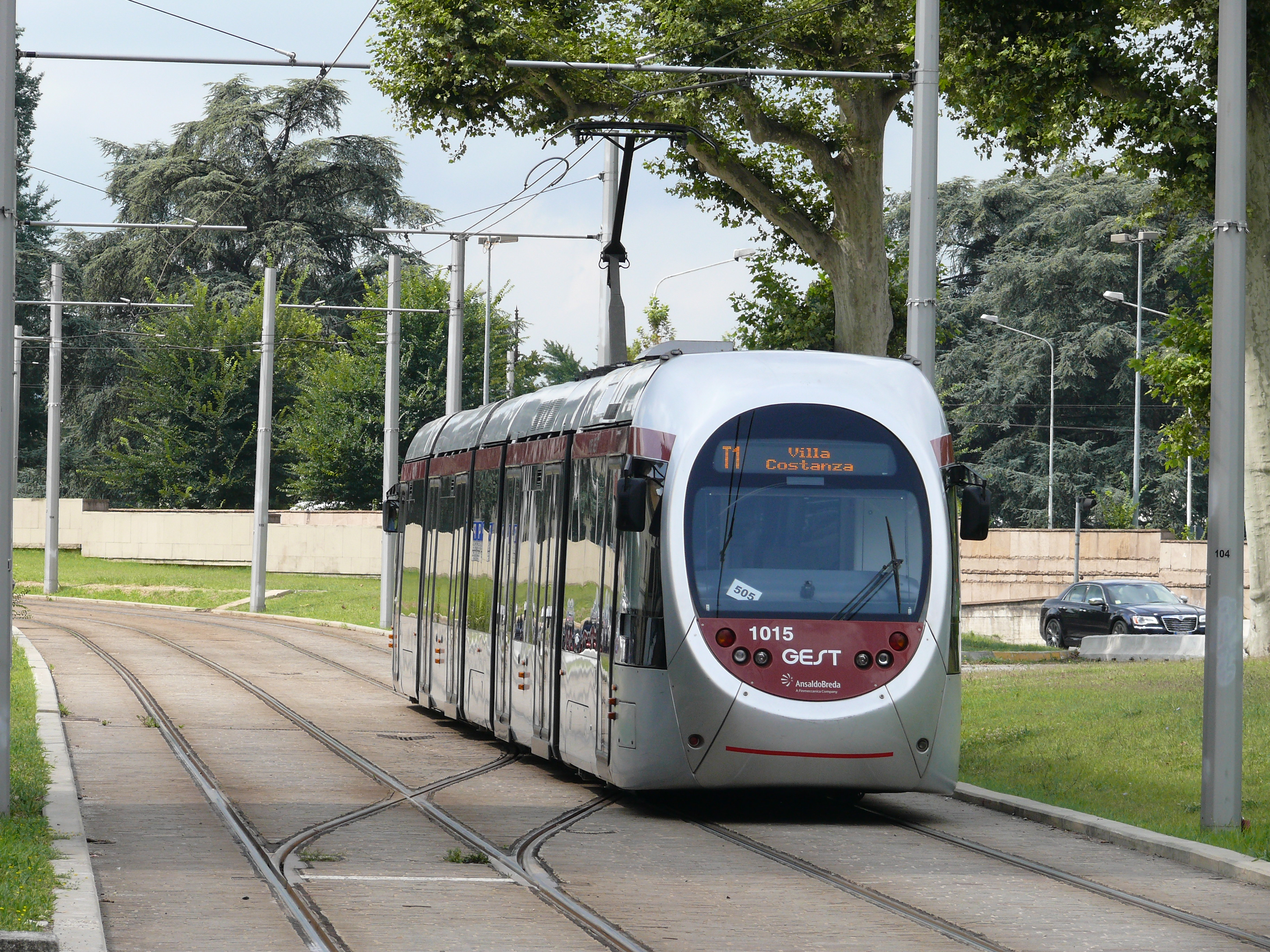
開業に合わせて導入された1015（2014年撮影）
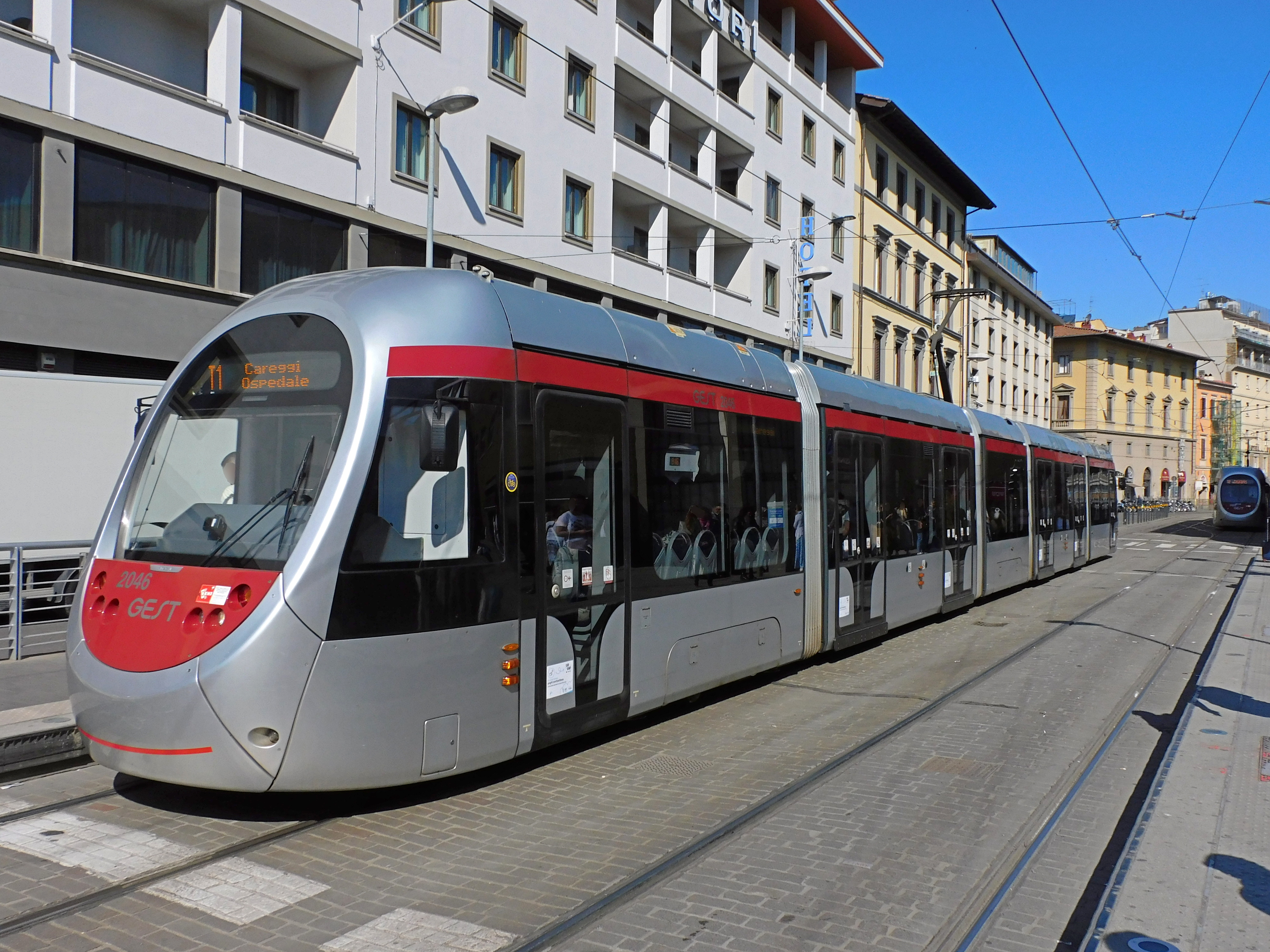
増備車の2046（2024年撮影）